# Dziewiąte
Dziewiąte – osada w Polsce położony w województwie wielkopolskim, w powiecie krotoszyńskim, w gminie Zduny. Miejscowość wchodzi w skład sołectwa Baszków.
W okresie Wielkiego Księstwa Poznańskiego (1815–1848) miejscowość należała do wsi mniejszych w ówczesnym pruskim powiecie Krotoszyn w rejencji poznańskiej. Dziewiąte należały do okręgu kobylińskiego tego powiatu i stanowiły część majątku Baszkowo, którego właścicielem był wówczas Aleksander Mielżyński. Według spisu urzędowego z 1837 roku wieś liczyła 13 mieszkańców, którzy zamieszkiwali 3 dymy (domostwa).
W latach 1975–1998 miejscowość administracyjnie należała do województwa kaliskiego.